# NGC 6821
NGC 6821 (również PGC 63594) – galaktyka spiralna z poprzeczką (SBcd), znajdująca się w gwiazdozbiorze Orła. Odkrył ją Albert Marth 8 sierpnia 1863 roku.